# Surketjärnen
Surketjärnen är en sjö i Partille kommun i Västergötland och ingår i Göta älvs huvudavrinningsområde. Sjön är 6,5 meter djup, har en yta på 0,035 kvadratkilometer och befinner sig 86 meter över havet.

## Bilder

Surketjärnen
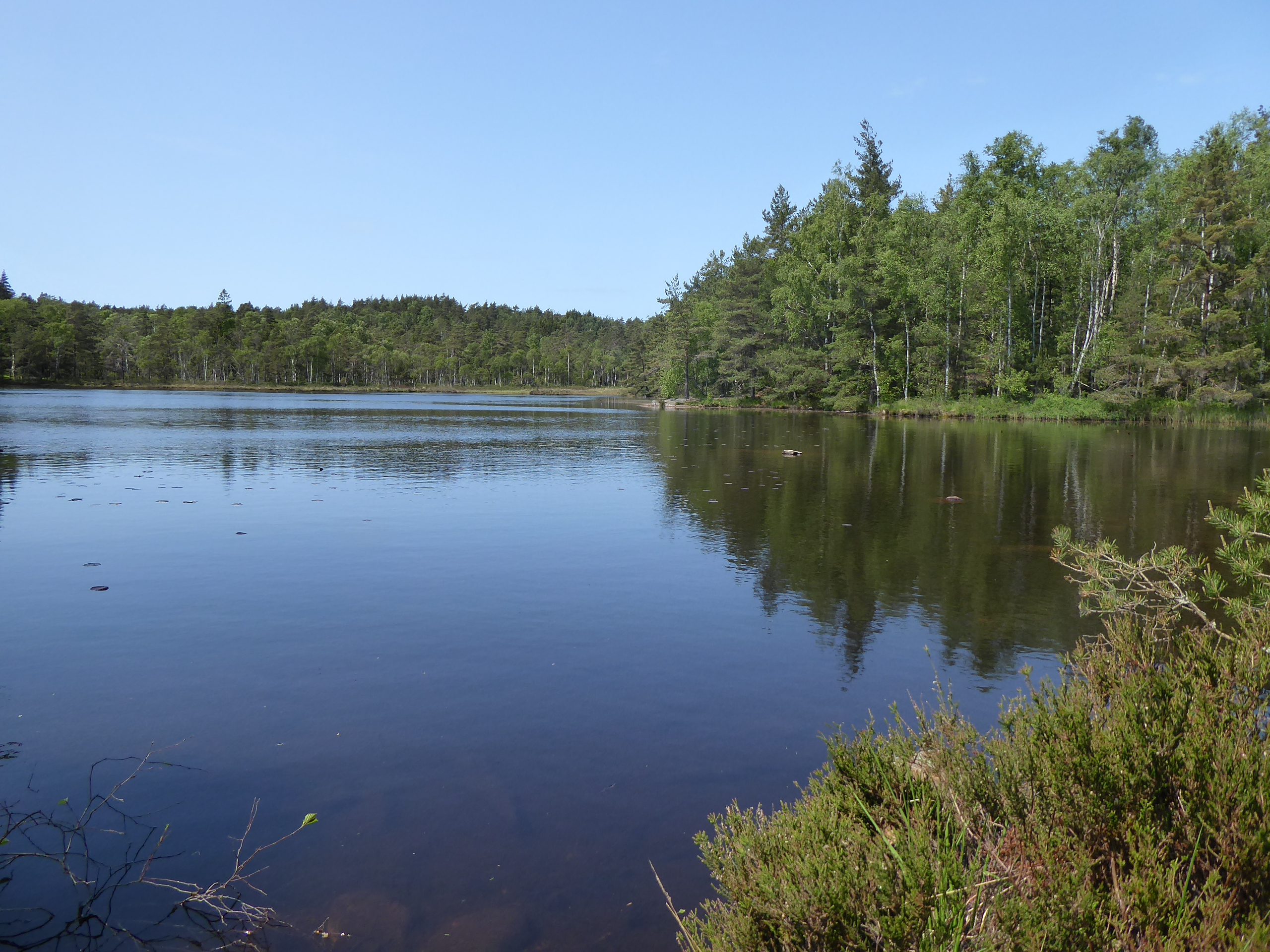
Surketjärnen från söder den 1 juni 2023
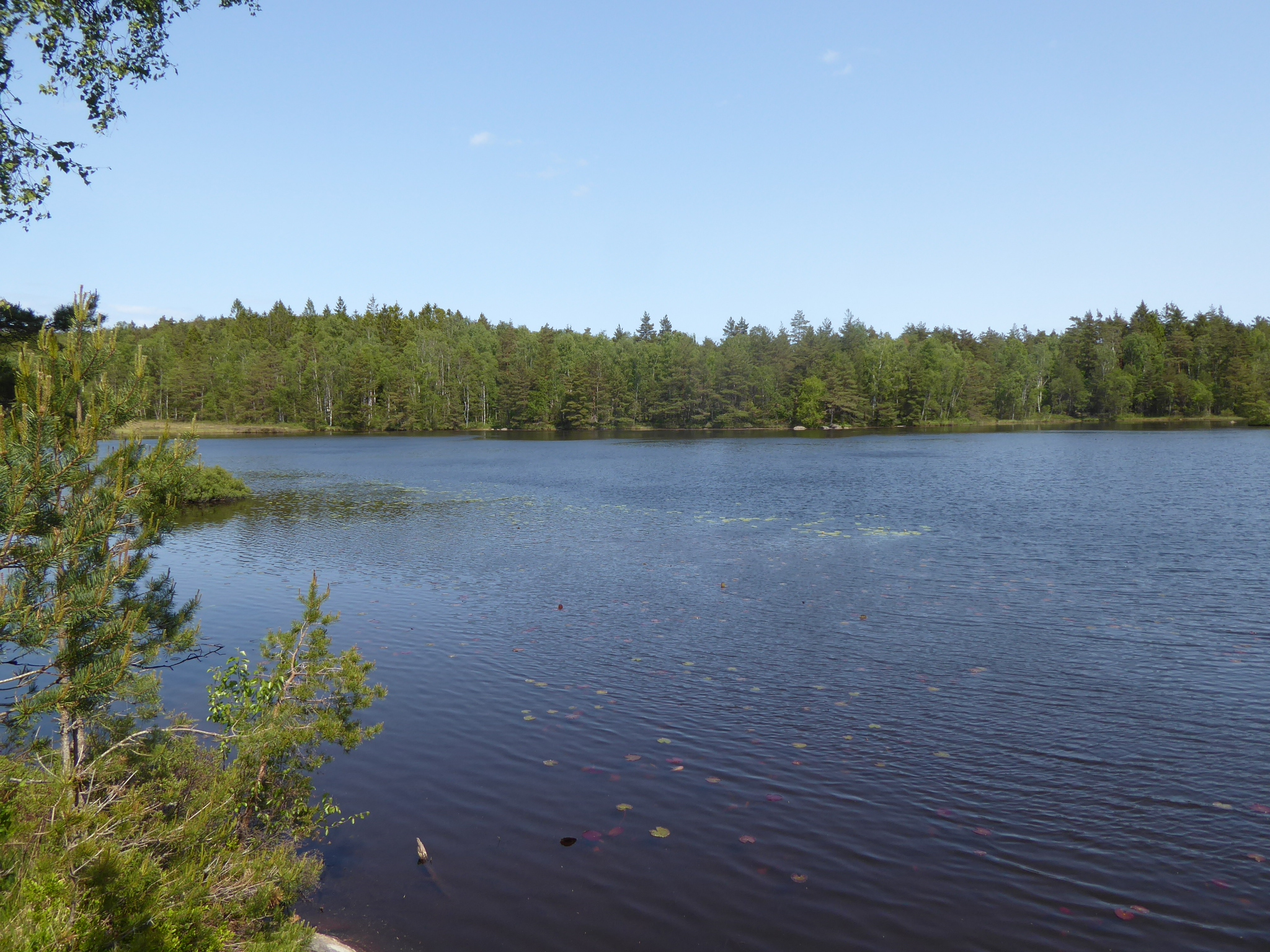
Surketjärnen från sydöst den 1 juni 2023
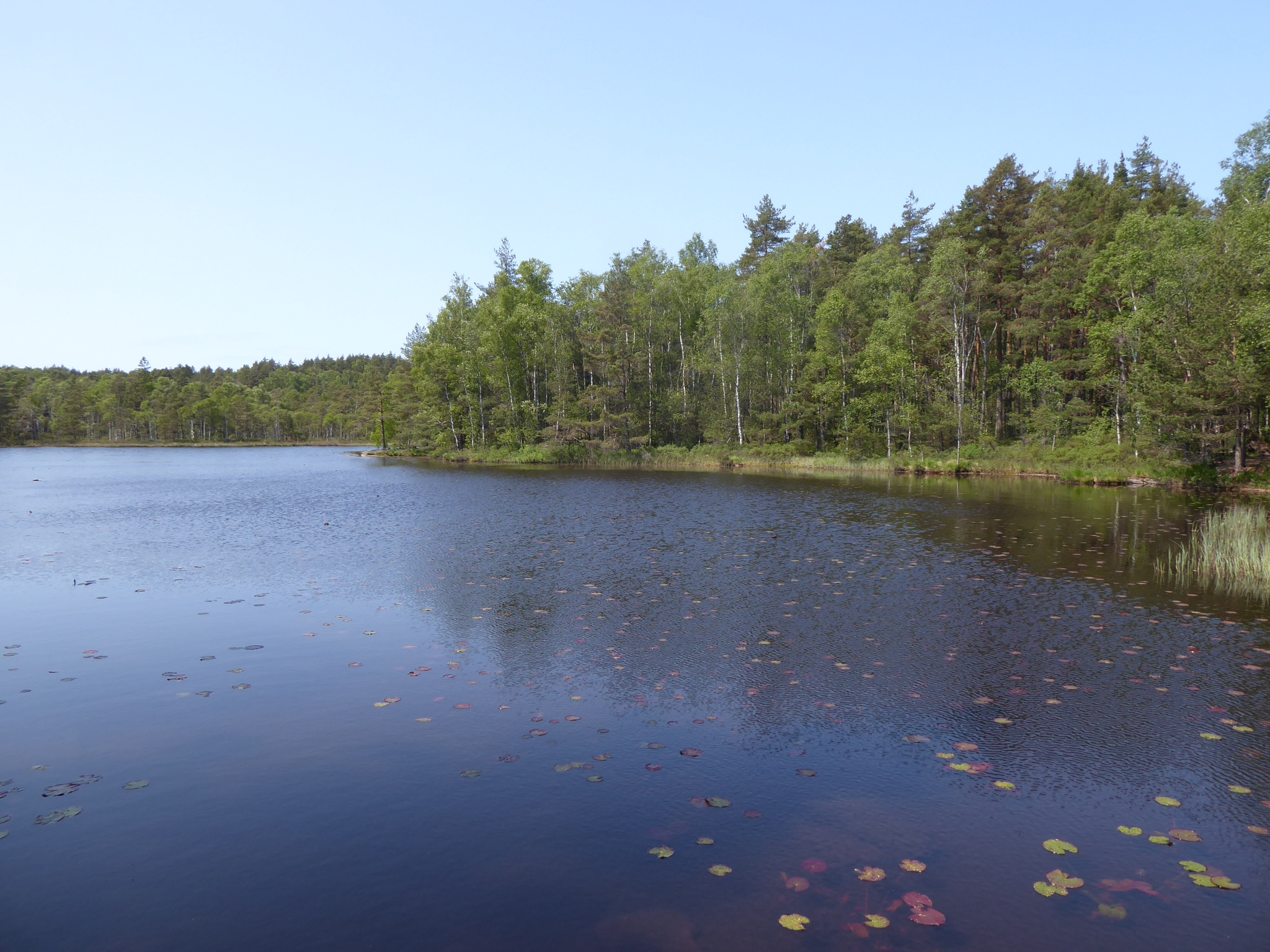
Surketjärnens östra del den 1 juni 2023
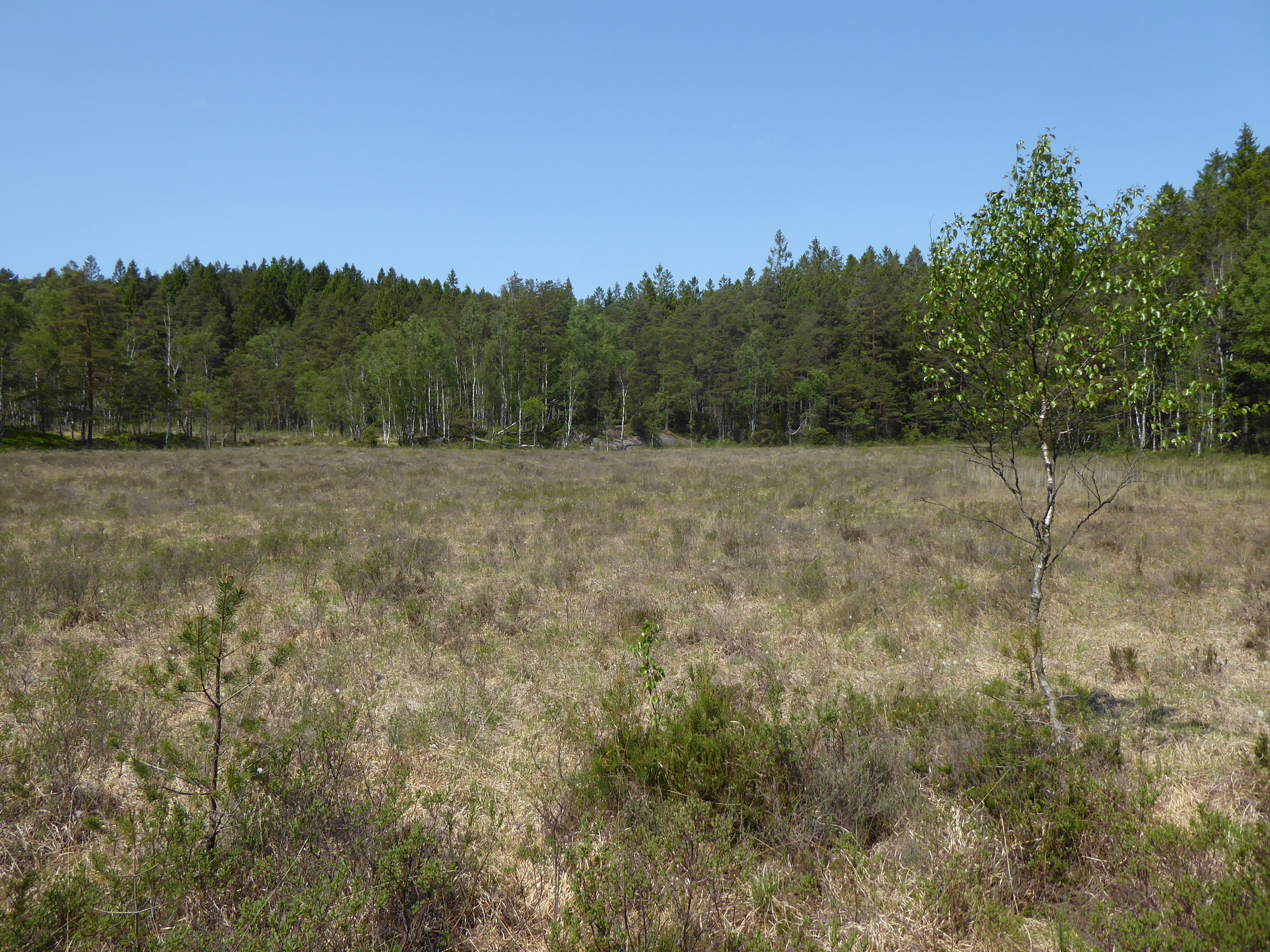
Gröna mossen i Surketjärnens norra del den 1 juni 2023